# Condado de Oliveto
El condado de Oliveto es un título nobiliario español creado el 22 de diciembre de 1515 por el rey Fernando el Católico a favor de Ramón Folch de Cardona-Anglesola y Requesens, gobernador del reino de Nápoles, gran almirante, capitán general y virrey de Sicilia.
El nombre original de la familia era "Folc de Cardona", que a lo largo del siglo XVII devino en "Folch de Cardona". Ramón Folch de Cardona y Requesens procedía de una rama segundona de la familia Cardona, duques de Cardona.
El título fue rehabilitado en 1927 por María Isabel Luisa Ruiz de Arana y Osorio de Moscoso, XX condesa de Nieva.

## Condes de Oliveto
|                                   | Titular                                                                         | Periodo                           |
| Creación por Fernando el Católico | Creación por Fernando el Católico                                               | Creación por Fernando el Católico |
| --------------------------------- | ------------------------------------------------------------------------------- | --------------------------------- |
| I                                 | Ramón Folch de Cardona-Anglesola y Requesens                                    | 1515-1522                         |
| II                                | Fernando Folch de Cardona y Requesens                                           | 1522-1571                         |
| III                               | Luis Folch de Cardona y Fernández de Córdoba                                    | 1571-1574                         |
| IV                                | Antonio Fernández de Córdoba Folch de Cardona y Requesens                       | 1574-1606                         |
| V                                 | Luis Fernández de Córdoba Folch de Cardona Aragón y Requesens                   | 1606-1642                         |
| VI                                | Antonio Fernández de Córdoba Folch de Cardona Anglesola Aragón y Requesens      | 1642-1659                         |
| VII                               | Francisco María Fernández de Córdoba Folch de Cardona Aragón y Requesens        | 1659-1688                         |
| VIII                              | Félix María Fernández de Córdoba Cardona y Requesens                            | 1688-1709                         |
| IX                                | Francisco Javier Fernández de Córdoba Cardona y Requesens                       | 1709-1750                         |
| X                                 | Buenaventura Francisca Fernández de Córdoba Folch de Cardona Requesens y Aragón | 1750-1768                         |
| XI                                | Ventura Osorio de Moscoso y Fernández de Córdoba                                | 1734-1776                         |
| XII                               | Vicente Joaquín Osorio de Moscoso y Guzmán                                      | 1776-1816                         |
| XIII                              | Vicente Isabel Osorio de Moscoso y Álvarez de Toledo                            | 1816-1837                         |
| XIV                               | Vicente Pío Osorio de Moscoso y Ponce de León                                   | 1837-1864                         |
| XV                                | José María Osorio de Moscoso y Carvajal                                         | 1864-1881                         |
| Rehabilitación por Alfonso XIII   |                                                                                 |                                   |
| XVI                               | María Isabel Luisa Ruiz de Arana y Osorio de Moscoso                            | 1927-1939                         |
| XVII                              | Casilda de Bustos y Figueroa                                                    | 1939-2000                         |
| XVIII                             | José Finat y de Bustos                                                          | 2000-2002                         |
| XIX                               | María Blanca Finat y Riva                                                       | 2002-actual titular               |

## Historia de los condes de Oliveto

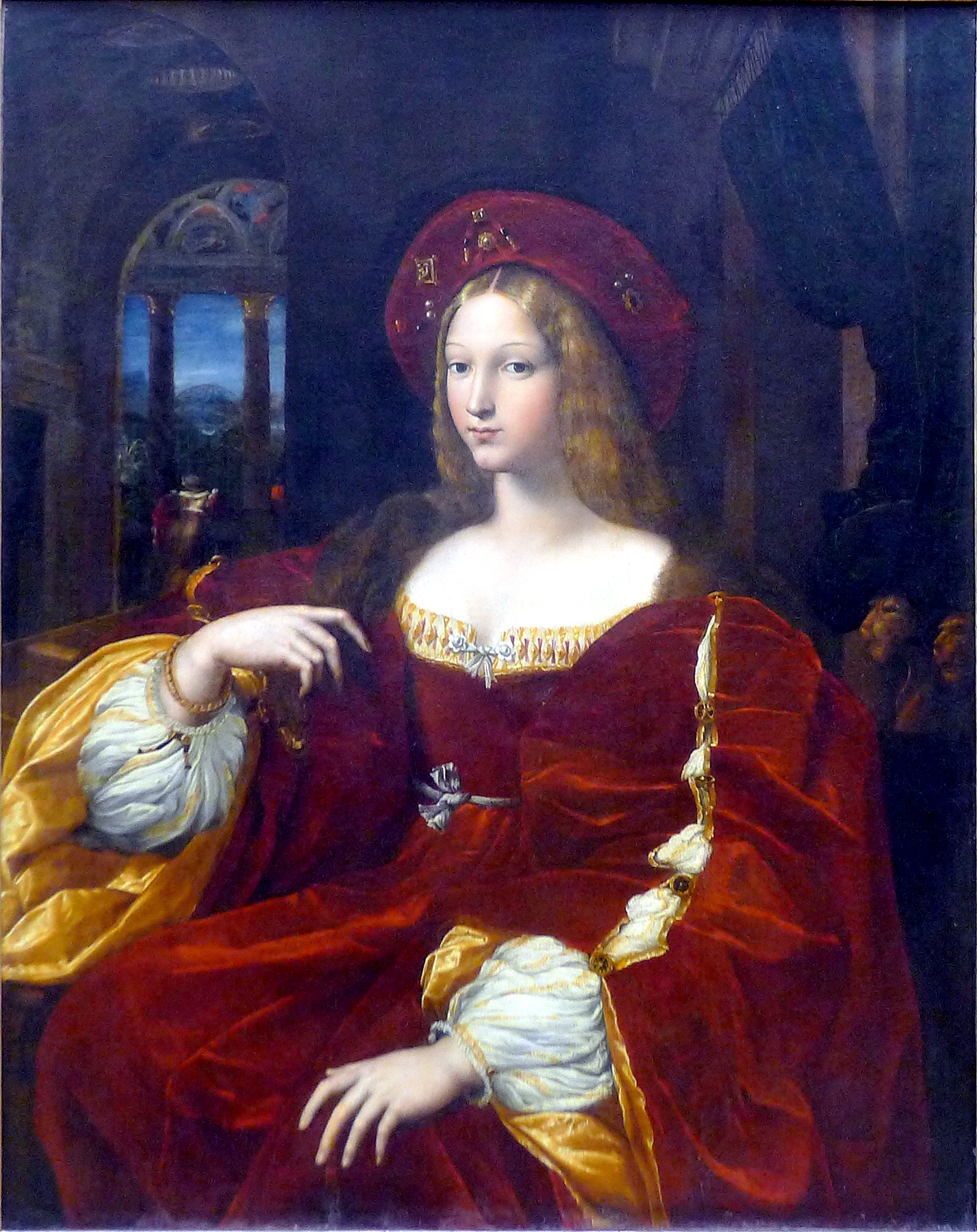
Retrato que le hizo Rafael fue atribuido a Juana de Aragón hasta que en el año 1997, el profesor de la Universidad de Friburgo Michael P. Fritz confirmó que se trataba de Isabel de Requesens

- Ramón Folch de Cardona-Anglesola y Requesens (Bellpuig, 4 de julio de 1467-Nápoles, 10 de marzo de 1522),[2] I conde de Oliveto,[3] I duque de Soma,[4] conde de Alvito, (en Nápoles), XII barón de Bellpuig,[3] I barón de Calonge,[3] III barón de Liñola,[3] caballerizo mayor del rey Fernando el Católico, virrey de Sicilia (1507-1509), virrey de Nápoles (1509-1522),[3] gran almirante de las galeras y caballero de la Orden del Toisón de Oro.[4] Era hijo de Antonio Folch de Cardona y de su mujer Castellana de Requesens i Joan de Soler,[2] baronesa de Liñola, hija del conde de Molíns de Rey.

Casó con su prima hermana, Isabel de Requesens y Enríquez de Velasco, II condesa de Palamós, II condesa de Trivento II condesa de Avelino, II baronesa de Calonge, hija de Garcelán de Requesens, I conde de Palamós, I conde de Trivento, I conde de Avelino, I barón de Calonge, gobernador de Cataluña, embajador del rey de Nápoles a Barcelona, y de Beatriz Enríquez de Guzmán y Velasco, hija de Alonso Enríquez de Guzmán II conde de Alba de Liste, y de su esposa Juana de Velasco y Manrique. Le sucedió su hijo:
- Fernando Folch de Cardona y Requesens (m. 13 de septiembre de 1571), II conde de Oliveto,[3] II duque de Soma,[4] III conde de Palamós, III conde de Trivento, III conde de Avelino, XIII barón de Bellpuig, III barón de Calonge, IV barón de Liñola, barón de Uxafavá y gran almirante de Nápoles.

Casó el 4 de octubre de 1534 con Beatriz Fernández de Córdoba (m. 9 de agosto de 1553),, hija de Luis Fernández de Córdoba y Zúñiga, IV conde de Cabra, IV vizconde de Iznájar y VI señor de Baena, y de Elvira Fernández de Córdoba, II duquesa de Sessa, II duquesa de Santángelo. Le sucedió su hijo:
- Luis Folch de Cardona y Fernández de Córdoba (Tarragona, 7 de noviembre de 1548-Nápoles, 6 de marzo de 1574), III conde de Oliveto,[6] III duque de Soma,[4] V conde de Palamós,[6] IV conde de Trivento, IV conde de Avelino, III barón de Calonge, V barón de Liñola, XIV barón de Bellpuig y barón de Uxafavá.[6] Soltero, sin descendientes, le sucedió su hermano:

- Antonio Fernández de Córdoba y Folch de Cardona Anglesola y Requesens (Bellpuig, 3 de diciembre de 1550-Valladolid, 6 de enero de 1606),[8] IV conde de Oliveto,[6] IV duque de Soma,[4] VII conde de Cabra[9] V duque de Sessa,[7] III duque de Baena,[10] VII vizconde de Iznájar, VI conde de Palamós, V conde de Avelino, conde de Trivento XV barón de Bellpuig, V barón de Calonge, VI barón de Liñola, y barón de Uxafavá.[6] Fue consejero de Estado y de Guerra, gran almirante de Nápoles, señor de Villa Mencía, Rute y Zambra y comendador de la Orden de Calatrava en Sevilla y Niebla.[8]

Casó el 19 de junio de 1578 con su prima segunda, Juana de Aragón y Cardona, hija de Diego Fernández de Córdoba, III marqués de Comares, y de Juana de Aragón Folch de Cardona, IV duquesa de Segorbe, IV duquesa de Cardona, condesa de Ampurias, condesa de Prades, marquesa de Pallars. Le sucedió su hijo:
- Luis Fernández de Córdoba Folch de Cardona Aragón y Requesens (1582-14 de noviembre de 1642), V conde de Oliveto,[11] V duque de Soma,[4] VIII conde de Cabra[9] VI duque de Sessa,[7] IV duque de Baena,[10] VII conde de Palamós,[11] VI conde de Trivento, VI conde de Avelino,[11] XVI barón de Bellpuig, VI barón de Calonge, VII barón de Liñola y VIII vizconde de Iznájar.[11]

Casó en primeras nupcias el 24 de marzo de 1599 con Mariana de Rojas (m. 1630), IV marquesa de Poza. Contrajo un segundo matrimonio en 1637, siendo su cuarto marido, con Francisca Portocarrero, VI marquesa de Villanueva del Fresno. Sin descendientes de este matrimonio. Le sucedió, de su primer matrimonio, su hijo:
- Antonio Francisco Fernández de Córdoba Folch de Cardona Anglesola Aragón y Requesens (1600-20 de enero de 1659), VI conde de Oliveto,[12] VI duque de Soma,[4] IX conde de Cabra,[9] VII duque de Sessa,[7] V duque de Baena,[10] V marqués de Poza,[12] VIII conde de Palamós, IX vizconde de Iznájar,[12] XVII barón de Bellpuig, VIII barón de Liñola, VII barón de Calonge,[12] gran almirante de Nápoles, y caballero de la Orden de Santiago.[12]

Casó en 1619 con Teresa Pimentel y Ponce de León, hija de Antonio Alonso Pimentel y Quiñones, IX conde-duque de Benavente, conde de Luna, etc. y de María Ponce de León de la casa ducal de Arcos. Le sucedió:
- Francisco María Fernández de Córdoba Folch de Cardona Anglesola Aragón y Requesens (1626-1688), VII conde de Oliveto,[12] VII duque de Soma,[4] X conde de Cabra,[9] VIII duque de Sessa,[7] VI duque de Baena,[10] IX conde de Palamós,[12] VIII conde de Trivento, VIII conde de Avelino, XVIII barón de Bellpuig, VIII barón de Calonge, IX barón de Liñola,[12] caballerizo mayor del rey Carlos II, gentilhombre de cámara y presidente del Consejo de las Órdenes.[12]

Casó en primeras nupcias el 3 de diciembre de 1641 con Isabel Fernández de Córdoba y Figueroa, hija de Alfonso Fernández de Córdoba y Figueroa, V duque de Feria, V marqués de Priego, etc. y de Juana Enríquez de Ribera, hija de los marqueses de Tarifa. Casó en segundas nupcias con Mencía Dávalos, matrimonio que fue anulado. Casó en terceras nupcias en 1660 con Ana María Pimentel de Córdoba y Enríquez de Guzmán, VI marquesa de Távara, II condesa de Villada. Contrajo un cuarto matrimonio el 11 de diciembre de 1683 con María Andrea de Guzmán y Zúñiga, hija de Manuel Luis de Guzmán y Manrique de Zúñiga, IV marqués de Villamanrique y marqués de Ayamonte, y de Ana Dávila y Osorio, XI marquesa de Astorga. Le sucedió, de su primer matrimonio, su hijo:
- Félix María Fernández de Córdoba Cardona y Requesens (1654-2 de julio de 1709), VIII conde de Oliveto,[15] VIII duque de Soma,[16] XII conde de Cabra,[9] IX duque de Sessa,[7] VII duque de Baena,[10] XV vizconde de Iznájar,[15] XII conde de Palamós, IX conde de Trivento, IX conde de Avelino, XIX barón de Bellpuig, IX barón de Calonge y X barón de Liñola.[15]

Casó en primeras nupcias el 15 de agosto de 1678 con Francisca Fernández de Córdoba y Rojas Portocarrero, VIII marquesa de Guadalcázar, VII condesa de las Posadas y III condesa de Casa Palma. Casó en segundas nupcias el 4 de marzo de 1685 con Margarita de Aragón y Benavides, hija de Luis Ramón de Aragón Folch de Cardona, VI duque de Segorbe, VII duque de Cardona etc. Le sucedió su hijo del segundo matrimonio:
- Francisco Javier Fernández de Córdoba Cardona y Requesens (1687-19 de mayo de 1750), IX conde de Oliveto,[17] IX duque de Soma,[16] XIII conde de Cabra,[9], X duque de Sessa,[7] VIII duque de Baena,[10] X conde de Trivento, X conde de Avelino, XX barón de Bellpuig, X barón de Calonge, XI arón de Liñola, XVII vizconde de Iznájar y XIII conde de Palamós.[17]

Casó con su tía, Teresa Manuela Fernández de Córdoba y Guzmán, hija de Francisco Fernández de Córdoba Folch de Cardona Anglesola Aragón y Requesens, VII duque de Soma, VIII duque de Sessa, VI duque de Baena etc., y de su cuarta esposa María Andrea de Guzmán y Zúñiga. Le sucede su hija:
- Buenaventura Francisca Fernández de Córdoba Folch de Cardona Requesens y Aragón (1712-9 de abril de 1768), X condesa de Oliveto,[18] X duquesa de Soma,[16] XV condesa de Cabra,[9] XI duquesa de Sessa,[7] IX duquesa de Baena,[10] XV condesa de Palamós,[18] XI condesa de Trivento,[18] XX vizcondesa de Iznájar,[18] XXI baronesa de Bellpuig,[18] XI baronesa de Calonge,[18] y XII baronesa de Liñola.[18]

Casó en primeras nupcias el 10 de diciembre de 1731 con Ventura Osorio de Moscoso y Guzmán Dávila y Aragón (m. 29 de marzo de 1734), VII marqués de Villamanrique, IX marqués de Poza, XIV conde de Trastámara en sucesión de su abuelo materno, IX conde de Altamira, VIII duque de Sanlúcar la Mayor, VI duque de Medina de las Torres, V marqués de Leganés, IV marqués de Morata de la Vega, VIII marqués de Almazán, XIII conde de Monteagudo de Mendoza, VI conde de Arzarcóllar, V marqués de Mairena, VIII conde de Lodosa, V marqués de Monasterio, VIII marqués de Velada, VI marqués de la villa de San Román, XI marqués de Ayamonte, XIV conde de Santa Marta de Ortigueira, XVI conde de Nieva, VII conde de Saltés y alcalde mayor de los hijosdalgos. Contrajo un segundo matrimonio en 1748, siendo su segunda esposa, con José María de Guzmán y Vélez de Guevara (1709-1781), IV marqués de Guevara, VII conde de Villamediana, XII conde de Oñate, VI marqués de Montealegre, VII marqués de Quintana del Marco, V conde de Campo Real, VII conde de Castronuevo, VII conde de los Arcos y Sumiller de Corps del rey. Le sucedió, de su primer matrimonio, su hijo:
- Ventura Antonio Osorio de Moscoso y Fernández de Córdoba (1731-6 de enero de 1776), XI conde de Oliveto, XI duque de Soma,[16] XVI conde de Cabra,[9] XII duque de Sessa,[24] X duque de Baena,[10] VIII marqués de Villamanrique,[18] X marqués de Poza,[18] XIV marqués de Astorga,[14] X conde de Altamira,[20] V duque de Atrisco,[25] IX duque de Sanlúcar la Mayor,[22] VII duque de Medina de las Torres,[26] IX de Almazán,[18] V de Morata de la Vega, VI de Mairena, XIII de Ayamonte, VIII de San Román (antigua denominación),  V de Monasterio, VI de Leganés,[23] IX de Velada, XIV conde de Monteagudo de Mendoza,[18] IX de Lodosa,[18] IX de Arzarcóllar, XV de Trastámara, VIII de Saltés,[18] XVII de Nieva,[18] XVI de Santa Marta de Ortigueira, XVII de Palamós, XI conde de Altamira, XVII conde de Avelino, XVII conde de Trivento, XXI vizconde de Iznájar, XXVI barón de Bellpuig, XI de Calonge y barón de Liñola.

Casó en 1755, en Madrid, con María de la Concepción de Guzmán y Fernández de Córdoba, hija de José de Guzmán y Guevara, VI conde de Montealegre, conde de Quintana del Marco, conde de Castronuevo, conde de los Arcos, XII conde de Oñate y conde de Villamediana, marqués de Campo Real y marqués de Guevara, y de su mujer María Felicha Fernández de Córdoba y Spínola. Le sucedió su hijo:
- Vicente Joaquín Osorio de Moscoso y Guzmán (1756-1816), XII conde de Oliveto,[18] XII duque de Soma,[16] XVII conde de Cabra,[9] XIII duque de Sessa,[24] XI duque de Baena,[10] IX marqués de Villamanrique,[a]  XI marqués de Poza, XV marqués de Astorga,[14] XI conde de Altamira,[20] X duque de Sanlúcar la Mayor,[22] VIII duque de Medina de las Torres,[26] VII marqués de Leganés,[23] XXII vizconde de Iznájar, XVII conde de Palamós, XI duque de Baena, XIII conde de Trivento, XIII conde de Avelino, XV conde de Monteagudo de Mendoza,[18] VI duque de Atrisco,[25] XV duque de Maqueda,[27]  X de Almazán,  VI de Morata de la Vega, VII de Mairena, XIV de Ayamonte, IX de San Román (antigua denominación),  VI de Monasterio, XVI de Elche y X de Velada, X de Lodosa, X de Arzarcóllar, XVII de Trastamara, IX de Saltés, XVIII de Nieva, XVII de Santa Marta,  XVIII de Palamós,  XVII Vizconde de Iznájar y XXVII barón de Bellpuig.

Casó en primeras nupcias el 3 de abril de 1774 con María Ignacia Álvarez de Toledo y Gonzaga (m. 8 de septiembre de 1795) y en segundas el 11 de diciembre de 1806 con María Magdalena Fernández de Córdoba Ponce de León (m. 26 de julio de 1830).  Le sucedió el hijo segundogénito del primer matrimonio debido a que el primogénito, Francisco Javier, XVII conde de Trastámara, falleció antes que su padre en 1777.
- Vicente Ferrer Isabel Osorio de Moscoso y Álvarez de Toledo (Madrid, 19 de noviembre de 1777-31 de agosto de 1837), XIII conde de Oliveto,[28] XIII duque de Soma,[16] XVIII conde de Cabra,[9] XIV duque de Sessa,[24] XII duque de Baena,[10] X marqués de Villamanrique, VIII duque de Atrisco,[18] XII marqués de Poza, XVI marqués de Astorga,[14]  XII conde de Altamira,[20] XI duque de Sanlúcar la Mayor,[22] IX duque de Medina de las Torres,[26] XXIII vizconde de Iznájar, XVIII conde de Palamós, VIII marqués de Leganés,[23] XIV conde de Trivento, XIV conde de Avelino, XVI conde de Monteagudo de Mendoza,[28] VII duque de Atrisco,[25] XVI duque de Maqueda,[27] XV marqués de Ayamonte, XI marqués de Velada, VII marqués de Morata de la Vega, VII marqués de Monasterio, VIII marqués de Mairena, XVII marqués de Elche, X marqués de San Román, XI marqués de Almazán,  X conde de Saltés, XXIII vizconde de Iznájar.

Casó en primeras nupcias el 12 de febrero de 1798 con María del Carmen Ponce de León y Carvajal, VIII marquesa de Castromonte, V condesa de Garcíez, hija de Antonio María Ponce de León Dávila y Carrillo de Albornoz, III duque de Montemar, VIII marqués de Castromonte, V conde de Valhermoso, y de María del Buen Consejo Carvajal y Gonzaga, hija de Manuel Bernardino de Carvajal y Zúñiga, VI duque de Abrantes, V duque de Linares, etc. Contrajo un segundo matrimonio el 14 de febrero de 1834 con María Manuela de Yanguas y Frías. Le sucedió su hijo del primer matrimonio:
- Vicente Pío Osorio de Moscoso y Ponce de León (Madrid, 11 de julio de 1801-Madrid,22 de febrero de 1864), XIV conde de Oliveto,[18] XIV duque de Soma,[16] XIX conde de Cabra,[9] XV duque de Sessa,[24] XIII duque de Baena,[10] XI marqués de Villamanrique, XIII marqués de Poza, XIII conde de Altamira,[20] XII marqués de Almazán, VII conde de Monteagudo de Mendoza, IX marqués de Leganés,[23] VIII marqués de Morata de la Vega, X duque de Medina de las Torres, XIX conde de Trastámara, XII duque de Sanlúcar la Mayor,[28] VIII duque de Atrisco,[25] XVII duque de Maqueda,[27] IV duque de Montemar,[29] XVII marqués de Astorga,[14] IX marqués de Leganés,[23] XII marqués de Velada, IX marqués de Castromonte, XVI marqués de Ayamonte, XI marqués de San Román (antigua denominación), XII marqués de Almazán,  VIII marqués de Morata, IX marqués de Mairena, XVIII marqués de Elche, VIII marqués de Monasterio, XII marqués de Montemayor, X marqués del Águila, XX conde de Palamós, XII conde de Lodosa, XI conde de Arzarcóllar, XIX conde de Nieva, XI conde de Saltés, VI conde de Garcíez, VI conde de Valhermoso, conde de Cantillana, XVII conde de Monteagudo de Mendoza, conde de Trastámara, conde de Santa Marta, XXIV vizconde de Iznájar y barón de Bellpuig.

Casó el 30 de abril de 1821, en Madrid, con María Luisa de Carvajal Vargas y Queralt, hija de José Miguel de Carvajal y Vargas, II duque de San Carlos, VI conde de Castillejo, IX conde del Puerto y de su segunda mujer María Eulalia de Queralt y de Silva, hija de Juan Bautista de Queralt, de Silva y de Pinós, VII marqués de Santa Coloma y de María Luisa de Silva, VII marquesa de Gramosa y XV condesa de Cifuentes. Le sucedió su hijo:
- José María Osorio de Moscoso y Carvajal (1828-1881), XV conde de Oliveto, XX conde de Cabra,[9] XVI duque de Sessa,[24] V duque de Montemar,[29] XVIII marqués de Astorga,[14] X marqués del Águila, IX marqués de Aranda, XVIII duque de Maqueda,[30] XII marqués de San Román (antigua denominación), XIX conde de Trastámara, XIV conde de Altamira,[20], etc.

Casó el 10 de febrero de 1847, en el Palacio Real de Madrid, con Luisa Teresa de Borbón, infanta de España, hija de Francisco de Paula de Borbón, infante de España y Luisa Carlota de Borbón-Dos Sicilias.
Rehabilitado en 1927 por:
- María Isabel Luisa Ruiz de Arana y Osorio de Moscoso (1865-1939), XVI condesa de Oliveto,[31] XXII condesa de Nieva,[31] X marquesa de Castromonte, dama de la reina.XX condesa de Nieva, hija de José Ruiz de Arana y Saavedra, X conde de Sevilla la Nueva, y de su esposa, María Rosalía Luisa Osorio de Moscoso y Carvajal, XII marquesa de Villamanrique,[32] XIV duquesa de Baena,[33] XXI condesa de Nieva, X marquesa de Castromonte, dama de la reina.

Casó el 18 de junio de 1882 con Alfonso de Bustos y Bustos IX marqués de Corvera, V marqués de las Almenas y XI vizconde de Rías. Le sucedió su nieta, hija Rafael de Bustos y Ruiz de Arana, XV duque de Pastrana y XIII marqués de Salinas del Río Pisuerga y de su esposa Casilda de Figueroa y Alonso Martínez, hija de Álvaro de Figueroa y Torres, I conde de Romanones:
- Casilda de Bustos y Figueroa (Madrid, 1910-3 de julio de 2000), XVII condesa de Oliveto,[31] XX marquesa de Campotéjar,[34] XVI duquesa de Pastrana,[35] XI marquesa de Corvera,[36] VI marquesa de las Almenas[31] y XIV marquesa de Salinas del Río Pisuerga.[31]

Casó el 27 de junio de 1929 con José Finat y Escrivá de Romaní, XVII conde de Mayalde, III conde de Finat, XV conde de Villaflor, XII marqués de Terranova, embajador de España y alcalde de Madrid. Le sucedió su hijo:
- José Finat y de Bustos, XVIII conde de Oliveto,[37] XXI marqués de Campotéjar,[38] XVII duque de Pastrana[35] y XII marqués de Corvera.[36]

Contrajo matrimonio el 17 de junio de 1957 con Aline Riva de Luna. Cedió el título a su hija que le sucedió en 2002:
- María Blanca Finat y Riva, XIX condesa de Oliveto.[39]